# Afroamericans de Nova Escòcia
Els afroamericans de Nova Escòcia (o afroescocesos negres) són els membres d'un grup ètnic afroamericà els avantpassats dels quals van fugir de l'Amèrica colonial com esclaus o lliberts i que es van assentar a Nova Escòcia, el Canadà, durant el segle xviii i principis del segle xix. Segons el cens del Canadà de 2011, a Nova Escòcia hi ha 20.790 persones negres, la majoria a Halifax. La majoria d'afrocanadencs tenen avantpassats caribenys, la majoria dels quals tenen l'origen al continent africà. A més a més, també n'hi ha una minoria que són de Llatinoamèrica. Tant Nova Escòcia com el sud-oest d'Ontario tenen un nombre destacat d'afrocanadencs que descendien d'antics esclaus alliberats.
Els novaescocesos negres es van assentar inicialment en un entorn rural i foren molt independents fins que a la dècada de 1960, quan es van construir algunes ciutats com per exemple quan es va demolir Africville. Alguns dels assentaments d'afrocanadencs de Nova Escòcia més destacats són: Birchtown, East Preston, Cherrybrook, Linconville, Upper Big Tracadie, Five Mile Plains, Uniacke Square, North Preston, Mulgrave Park, Tracadie, Shelburne, Lucasville, Beechville i zones dels altiplans de Hammonds, entre d'altres.

## Història

### Port Royal
Mathieu de Costa és considerat el primer negre que va visitar el Canadà. Va arribar a Nova Escòcia entre el 1603 i el 1608 exercint de traductor de l'explorador francès Pierre Dugua de Mons. Olivier Le Jeune fou un malgaix que és considerat com el primer negre que va viure al Canadà.

### Revolució americana
A l'època de la Revolució americana els estaunidencs van haver de decidir la seva llei futura. Els que foren lleials a l'Imperi Britànic foren anomenats legalistes a l'Imperi Unit. Els legalistes blancs es van emportar els seus esclaus afroamericans. S'estima que aquests últims foren uns 2.500 individus. A més a més, els britànics també van evacuar uns 3.500 antics esclaus que havien obtingut la llibertat en la Proclamació de Dunmore que garantia la llibertat als esclaus que s'havien escapat dels seus propietaris i que havien treballat per als britànics. Hi va haver altres negres que van anar a viure cap a l'Amèrica del Nord britànica i que es van assentar sobretot a Nova Escòcia. Aquests últim grup estava compost sobretot de viatgers i treballadors i van anar a viure sobretot a Birchtowh, a prop de Shelburne. Nova Brunswick fou a un lloc on també s'hi va assentar un grup d'afrocanadencs. Alguns dels refugiats ja havien estat lliures abans de la guerra i van anar amb altres refugiats a Nova Escòcia perseguint les promeses britàniques d'igualtat. La llei de la ciutat de Saint John va ser modificada el 1785 per a excloure de manera específica els negres de la pràctica del comerç, la venda de béns, la pesca al port i d'assolir el nivell d'homes lliures, disposició que va durar fins al 1870.
A Shelburne (Nova Escòcia) hi va haver el primer disturbi racial el 1782 després que els soldats blancs havien atacat els colons afroamericans que ocupaven els llocs de treball que els soldats esperaven. Com que el govern britànic no havia complert les promeses i a la discriminació per part dels colons blancs, el 15 de gener de 1792 van abandonar Nova Escòcia i fer la ciutat de Freetown, a l'actual Sierra Leone. Aquests, juntament amb altres grups de negres lliures com d'afroanglesos pobres es van convertir amb els krio, els criolls de Sierra Leone.

### Cimarrons

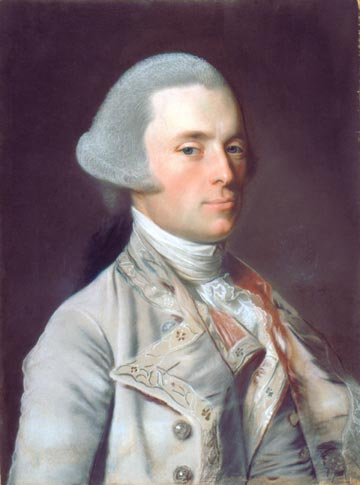
El Governador de Nova Escòcia, sir John Wentworth, va intentar convertir els cimarrons al cristianisme. La majoria d'aquests van emigrar a Sierra Leone el 1800.

El 26 de juny de 1796 543 cimarrons jamaicans foren deportats amb els vaixells Dover, Mary i Anne des de Jamaica després que participessin en un motí contra el govern colonial britànic. La seva primera destinació era el Baix Canadà però el 21 de juliol van arribar a Nova Escòcia. En aquesta època Halifax estava experimentant el seu boom de la construcció més gran per a modernitzar les defenses de la ciutat encapçalat pel príncep Eduard del Regne Unit (duc de Kent i de Streathem). Això havia creat una demanda de treballadors. El príncep es va impressionar amb els cimarrons jamaicans i els va posar a construir la Ciutadella de Halifax, el Palau del Governador i altres edificis de la ciutat. Com que el Govern de Jamaica va enviar-hi fons, aquests es van reassentar. Van comprar 5.000 acres de terres i els cimarrons van obtenir petits lots de terra que van intentar plantar tot i que no era fèrtil. Com que els anteriors que hi vivien eren pobres, van ocupar una terra no productiva a Preston i per això no van poder prosperar. Els agricultors cimarrons van tenir dificultats a Nova Escòcia perquè allà el temps no permetia el cultiu dels seus aliments tradicionals com el plàtan, el nyam, la pinya i el cacau. Hi va haver pocs cimarrons jamaicans que van ser traslladats a Boyville per a buscar millors terres. El sotsgovernador britànica, Sir John Wentworth es va esforçar a canviar les creences i la cultura dels cimarrons introduint-los a la fe cristiana. El govern de Jamaica va aportar fons per a adquirir i sostenir una escola i educació religiosa. Els cimarrons no estaven interessats en la conversió al cristianisme. Eren obstinats i no treballaven per menys diners que una persona blanca.
El 1796-1797, després de patir un hivern frígid, Wentoworth va informar als cimarrons al seu desig que els enviessin a l'Índia o algun altre lloc de l'est, ja que allà hi gaudirien d'un clima millor. Wentworth i el govern britànic van començar converses amb la Companyia de Siera Leone per enviar-los a Sierra Leone el 1799. El govern de Jamaica ja havia previst enviar-los a Sierra Leone, cosa que la companyia ce Sierra Leone ho havia rebutjat. Tot i que aquesta continuava amb la mateixa opinio, fou persuadida a acceptar els colons cimarrons. El 6 d'agost de 1800 els cimarrons van abandonar Nova Escòcia i van arribar l'1 d'octubre del mateix any a Freetown (Sierra Leone). Quan van arribar a Àfrica Occidental van ser utilitzats per a sufocar un aixecament entre els colons que estaven descontents pel tracte que rebien de la Companyia de Sierra Leone.

### Guerra de 1812
Entre el 1813 i el 1815 hi va haver una nova onada migratòria de refugiats negres cap al Canadà. Eren refugiats de la Guerra del 1812 van fugir sobretot de Badia de Chesapeake i les Sea Islands (Geòrgia i es van assentar a Hammonds Plains, Beechville, Lucasville (Nova Escòcia), North Preston (Nova Escòcia), East Preston i Africville (Nova Escòcia). Richard Pierpoint, un lleialista negre que havia nascut al Senegal al voltant del 1744 i que vivia a prop de l'actual St. Catharines (Ontario) es va oferir a organitzar un Cos d'Homes de Color, cosa que va rebutjar tot i que un oficial blanc fa crear un petit cos de l'exèrcit de persones negres. Aquest "Coloured Corps" va lluitar a les Queenston Heights (Ontario) i van defensar el Fort George d'Ontario en l'intent d'invasió del Canadà per part de l'exèrcit estatunidenc.

### Segle XX

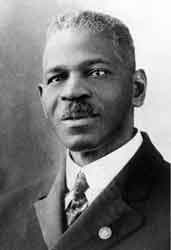
El reverend William A. White arribà a Nova Escòcia el 1900 i va tenir molts fills, entre els quals destaca la cantant d'òpera Portia White.

A finals del segle xix hi va haver una política no oficial que restringia l'entrada d'immigrants negres al Canadà i a la dècada de 1920 es van desenvolupar formalment estàndards que excloïen la immigració de negres. En aquest període previ a la Primera Guerra Mundial en el qual el Canadà va patir un alt influx d'immigrants europeus i estatunidencs hi va haver poca immigració de persones d'ascendència africana.
A la dècada de 1920 hi va haver una nova onada d'immigració a Nova Escòcia de negres que provenien del Carib i que arribaven per a treballar a les mines de ferro de l'illa del Cap Bretó. Fins al 1962 van continuar les restriccions a la immigració. A partir d'aquesta data les lleis d'immigració van perdre la diferenciació racial. Això va coincidir amb la dissolució de l'Imperi Britànic al Carib i durant les següents dècades diversos centenars de milers de negres van immigrar al Canadà des d'aquesta regió.

### Migració cap a l'oest
A inicis de la dècada de 1950 molts afroamericans novaescocesos van emigrar cap a l'oest, sobretot a Toronto, Ontario. Al principi aquests foren exclosos per la comunitat negra que ja existia a la ciutat al·legant que els primers eren pagesos i poc sofisticats. De totes maneres, en les dècades següents, els novaescocesos negres van contribuir al creixement de la ciutat i avui en dia mantenen una forta presència en la comunitat negra de la ciutat. A més a més, altres novaescocesos negres també van emigrar a altres ciutats com Mont-real, que ja tenia una comunitat negra important, Winnipeg, Vancouver i altres àrees metropolitanes del Canadà.

## Lliga de Hòquei Coloured
El 1894 a Nova Escòcia s'hi va crear una lliga d'hòquei sobre gel amb tots els equips conformats amb jugadors negres coneguda com la Coloured Hockey League. Els jugadors negres de les províncies marítimes del Canadà (Nova Escòcia, Nova Brunswick, l'Illa del Príncep Eduard) van participar en la competició. La lliga va començar 23 anys abans que es fundés la NHL i es considera que va introduir innovacions que encara són vigents en aquesta lliga a l'actualitat. S'afirma que Eddie Martin del Halifax Eurekas fou el primer jugador que va utilitzar el slapshot fa més de 100 anys. Aquesta lliga va continuar fins a la dècada de 1930.

## Nacionalisme negre
L'independentisme negre dels Estats Units van influir de manera important en la mobilització de la comunitat negra de Nova Escòcia. Aquests nacionalistes negres van aproximar el moviment del poder negre de Marcus Garvey a Nova Escòcia a la dècada de 1920. Garvey argumentava que els negres mai rebrien un tracte just en la societat blanca i que haurien de formar repúbliques independents a l'Àfrica. Els blancs eren considerats com un grup homogeni que era essencialment racista i que per això no calia esforçar-se a redreçar el racisme.
Garvey va visitar Nova Escòcia dues vegades: primer a la dècada de 1920, quan va liderar una reunió de la Universal Negro Improvement Association and African Communities League (Associació Universal de Desenvolupament Negre i la Lliga de Comunitats Africanes - UNIA) a Cap Bretó i després el 1937. Primer va tenir la intenció de fundar una església ortodoxa afriana a Sydney el 1921 i de mantenir el contacte amb la comunitat de les índies occidentals. La UNIA el va invitar altra vegada el 1937. (Garvey va presidir conferències regionals i convencions a Toronto -1936, 1937 i 1938- i el 1937 va inaugurar la serva escola de filosofia africana).
Tot i que Martin Luther King ho va criticar, aquesta política separatista es va reforçar a la dècada de 1960 de la mà del Black Power i sobretot pel seu subgrup militant, el partit dels Panteres Negres. Francis Beaufils (anteriorment Ronald Hill) fou un pantera negra fugitiu que va fugir dels Estats Units i es va refugiar a la Nova Escòcia rural. El moviment independentista va influenciar el desenvolupament del Front Unit Negre (BUF), assentat a Halifax. Aquesta fou una organització a favor del nacionalisme negre que fou fundada per Burnley "Rocky" Jones el 1965 basat en deu punts del programa dels Panteres Negres. El 1968, Stokely Carmichael, encunyador de la frase Black Power! va visitar Nova Escòcia per ajudar a organitzar la BUF. Aquesta organització va ser operativa fins al 1996. La política nacionalista negra encara està reflectida en el treball de Rocky Jones, Wanda Thomas-Bernard i d'altres.

### Organitzacions
Hi ha moltes organitzacions i entitats l'objectiu de les quals és treballar per la comunitat dels afroamericans de Nova Escòcia. Molts foren formats per a respondre a les necessitats d'un poble específic per a fer front a la discriminació. Entre aquestes, hi ha la African United Baptist Association of Nova Scotia, The Black Educators Association of Nova Scotia, African Nova Scotian Music Association, Health Association of African Canadians i the Black Bussiness Initiative.

## Novaescocesos negres notables

### Polítics
- Wayne Adams, polític
- Mayann Francis, política
- Donald Oliver, polític
- Daurene Lewis, activista política, primera dona negra alcalde del Canadà. Té l'Order of Canada.
- Bill White, polític
- Calvin Ruck, polític, té l'Order of Canada

### Artistes
- Gary Beals, músic de R&B
- George Elliot Clarke, poeta i guionista
- Faith Nolan, músic de jazz i música folk
- Portia White, música d'òpera

### Esportistes
- George Dixon, Kirk Johnson i Sam Langford, boxejadors.
- Rocky Johnson, lluitador professional.
- Bill Riley, jugador de hòquei sobre gel professional.
- Wayne Smith i Tyrone Williams, jugadors de futbol americà professionals.

### Militars veterans
- William Hall (Creu de la Victòria)
- Benjamin Jackson, soldat de la Guerra Civil dels Estats Units
- Joseph B. Noil.
- Jeremiah Jones i William A. White, lluitadors a la Primera Guerra Mundial
- Hammel Gilyer, Samuel Hazzard i Thomas Page, soldats de la Guerra Civil dels Estats Units.[27]

### Altres
- Stephen Blucke, fundador de la Comunitats dels afro-novaescocesos.
- Rose Fortune, primera dona policia negra al Canadà.
- James Robinson Johnston, advocat i líder de la comunitat.
- Burnley "Rocky" Jones, activista polític.
- Beverly Mascoll, empresària.